# Antonio Carrascal
Antonio Carrascal – wenezuelski judoka. 
Brązowy medalista igrzysk Ameryki Środkowej i Karaibów w 1970, a także mistrzostw panamerykańskich w 1968 roku.